# رزی شوستر
رزی شوستر (انگلیسی: Rosie Shuster؛ زادهٔ ۱۹ ژوئن ۱۹۵۰) نویسنده اهل کانادا است.
وی همچنین برندهٔ جوایزی همچون جوایز امی ساعات پربیننده شده‌است.